# 피터슨친칠라생쥐
피터슨친칠라생쥐(Euneomys petersoni)는 비단털쥐과에 속하는 남아메리카 설치류이다. 아르헨티나 중부와 남부, 인근 칠레 지역에서 발견된다. 일반명과 학명은 미국 고생물학자 피터슨(Olaf A. Peterson,1865-1933)의 이름에서 유래했다.